# Saint-Quentin (Canadà)

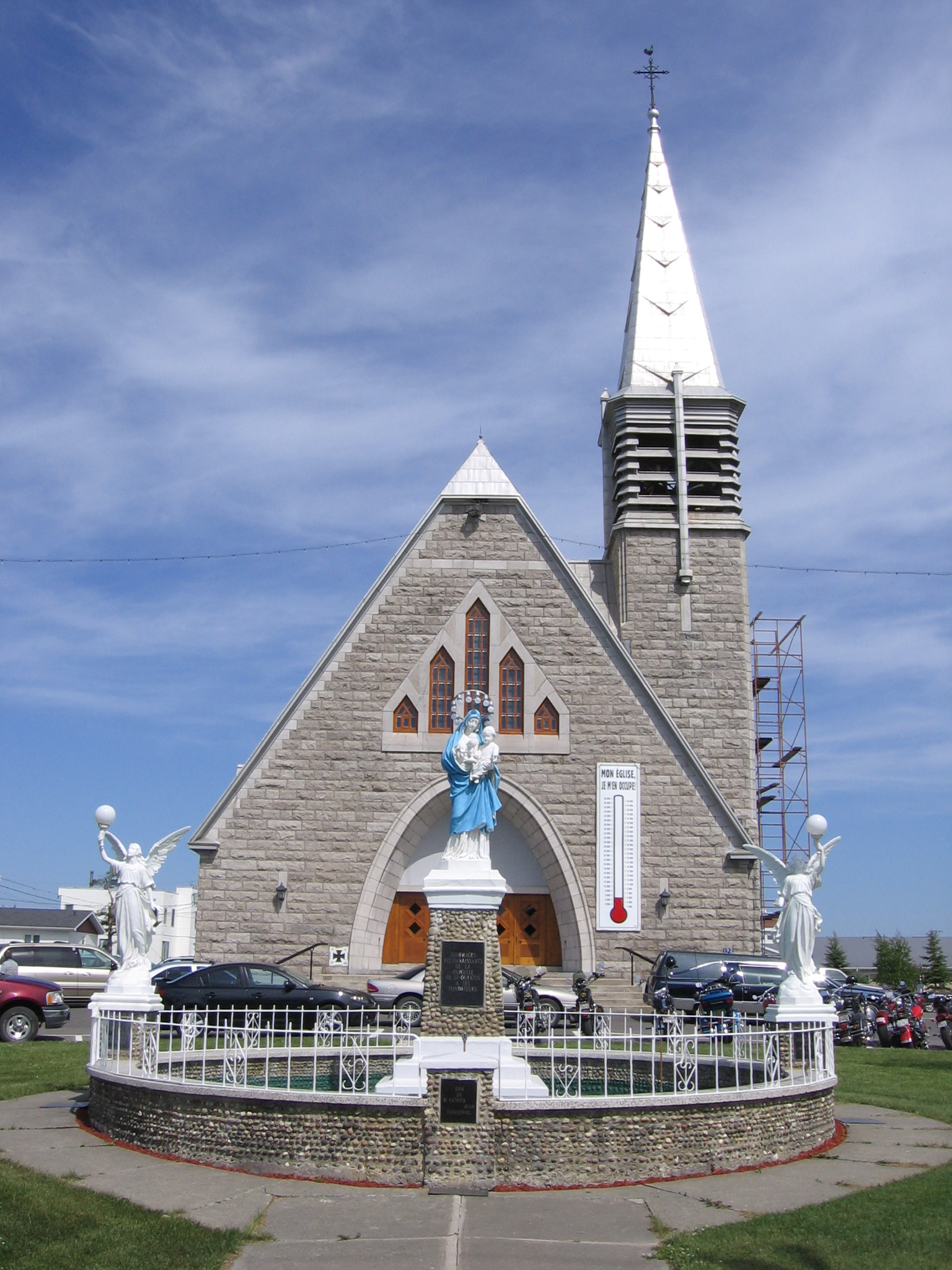
Església a Saint-Quentin

Saint-Quentin és una ciutat canadenca del Comtat de Restigouche, a la província de Nova Brunswick. Està situada als Apalatxes, a 50 kilòmetres a l'oest del Mont Carleton, el punt més elevat de la província.
La majoria dels seus 2.280 residents (2001) són francòfons.

## Història
L'origen de Saint-Quentin està lligat a la construcció, el 1897, de la línia de ferrocarril entre Campbellton i St-Léonard, dues ciutats al nord-oest de la província. El primer poblador fou Simon Gallant i la seva família, que s'hi van assentar el 1909.
Al mateix temps, les autoritats es començaven a preocupar per l'emigració de famílies quebequeses als Estats Units i a l'oest del Canadà, cosa que provocava una despoblació. Monsenyor Joseph Arthur Melanson (Anderson Siding), missioner de la parròquia de Saint-Quentin, proclamà un programa de colonització, animat per les bones terres agrícoles i la nova línia de ferrocarril.
El 1910 es va començar a construir la vila d'Anderson Siding (nom originari de Saint-Quentin). El 1911, la primera capella; el 1912 l'oficina de correus, el 1913 la primera escola i el 1918 la primera església. El 1919 la vila es passà a anomenar "Saint-Quentin" en commemoració de la victòria canadenca durant la batalla del Somme (a la Ciutat de Saint-Quentin a la Primera Guerra Mundial. Ja el 1947, es va construir l'Hospital, Hotel-Dieu-Saint-Joseph.
Saint-Quentin fou incorporat com a districte el 1947 i com a village el 1966. El 1992 fou proclamada "ciutat".

## Indústria i economia
La principal indústria de Sant-Quentin és la forestal. Aquesta dona feina a més de 600 treballadors.
L'agricultura és la següent en importància. Així com la ramaderia. Hi ha producció d'ovelles i porcs, així com de patates i cereals. Hi ha múltiples granges.
La tercera producció és la de melmelades i xarops d'aurons, de la qual hi ha plantacions.

## Turisme

### Festival Western
Des de 1984, Saint-Quentin és l'hoste del Festival Western. Se celebra a mitjans de juliol. És el principal Festival Western de Nova Brunswick. Inclou rodeo, desfilada, focs artificials, activitats infantils, .... El seu principal esdeveniment és el "Pow-Pow", un mercat de músics i performers al principal carrer de la ciutat.

### Estació de tren antiga
El 2005, es reconstruí l'estació de tren, utilitzada com oficina de turisme i oficina de la cambra de comerç. La ruta del tren ha estat transformada en carril bici i de passeig.

### Altres esdeveniments i activitats
- El Festival de l'Érable. Fira dedicada a les melmelades i confitures, iniciat el 2004. Es fa a la primavera.
- El Carnestoltes. Al febrer. Incorpora activitats hivernals.
- També és popular el camp de golf i el lloguer de motos de neu.